# Maksym (biskup Madinat as-Salam)
Maksym (ur. 9 września 1947) – duchowny Koptyjskiego Kościoła Ortodoksyjnego, od 1999 biskup Madinat as-Salam.

## Życiorys
30 stycznia 1976 złożył śluby zakonne w Monasterze Rzymian. Święcenia kapłańskie przyjął w lipcu tego samego roku. Sakrę biskupią otrzymał 30 maja 1999.